# Aeroportul Pantelleria
Aeroportul Pantelleria (IATA: PNL, ICAO: LICG) este un aeroport din Pantelleria, Free Municipal Consortium of Trapani⁠(d), Sicilia, Italia ce deservește zona Pantelleria. Aeroportul a fost tranzitat în 2021 de 169.015 pasageri. A fost deschis în 1938 și numit după zona deservită.
Situat la o altitudine de 194 m, aeroportul dispune de 2 piste.

## Infrastructură

### Piste
Aeroportul dispune de 2 piste. Pista 03/21 are suprafața de asfalt și dimensiunile 1.220 m × 30 m. Pista 08/26 are suprafața de asfalt și dimensiunile 1.675 m × 45 m. 